# Hippolyte Parrenin
Pour les articles homonymes, voir Parrenin.
 (octobre 2014).
Si vous disposez d'ouvrages ou d'articles de référence ou si vous connaissez des sites web de qualité traitant du thème abordé ici, merci de compléter l'article en donnant les références utiles à sa vérifiabilité et en les liant à la section « Notes et références ».
Hippolyte Parrenin est un horloger français né le 10 août 1851 à Le Russey et mort le 7 septembre 1915 à Villers-le-Lac.
Après avoir pris la direction de l'entreprise d'ébauches Dupommier, dans laquelle il avait fait ses débuts, il fonde sa propre manufacture en 1876 à Villers-le-Lac. Il est aujourd'hui considéré comme l'un des pionniers de l'horlogerie française[Par qui ?] et une rue porte son nom à Villers-le-Lac.

## Source
- Biographie en ligne